# 島根県道37号松江鹿島美保関線
島根県道37号松江鹿島美保関線（しまねけんどう37ごう まつえかしまみほのせきせん）は、島根県松江市を通る県道（主要地方道）である。

## 概要

### 路線データ
- 起点：島根県松江市袖師町（袖師交差点、国道9号交点）
- 終点：島根県松江市美保関町七類（七類港）

## 歴史
- 1993年（平成5年）5月11日 - 建設省から、県道松江鹿島美保関線が松江鹿島美保関線として主要地方道に指定される[1]。

## 路線状況

### 通称・愛称
- 塩見縄手（松江市北堀町宇賀橋 - 小泉八雲記念館前：0.5 km）[2]
- 宍道湖通り[3]

### 重複区間
- 国道431号（松江市東茶町・宍道湖大橋北詰交差点 - 松江市殿町・幸橋交差点）
- 島根県道352号宍道湖湖北自転車道線（松江市北堀町 - 松江市黒田町）
- 島根県道264号講武古江線（松江市鹿島町名分 地内）
- 島根県道21号松江島根線（松江市島根町大芦 - 松江市島根町加賀）
- 島根県道21号松江島根線（松江市島根町加賀 地内）
- 島根県道152号松江七類港線（松江市美保関町北浦 - 松江市美保関町七類）

### 道路施設
- 宍道湖大橋（宍道湖、松江市魚町 - 西茶町）

## 地理

### 通過する自治体
- 松江市

### 交差する道路

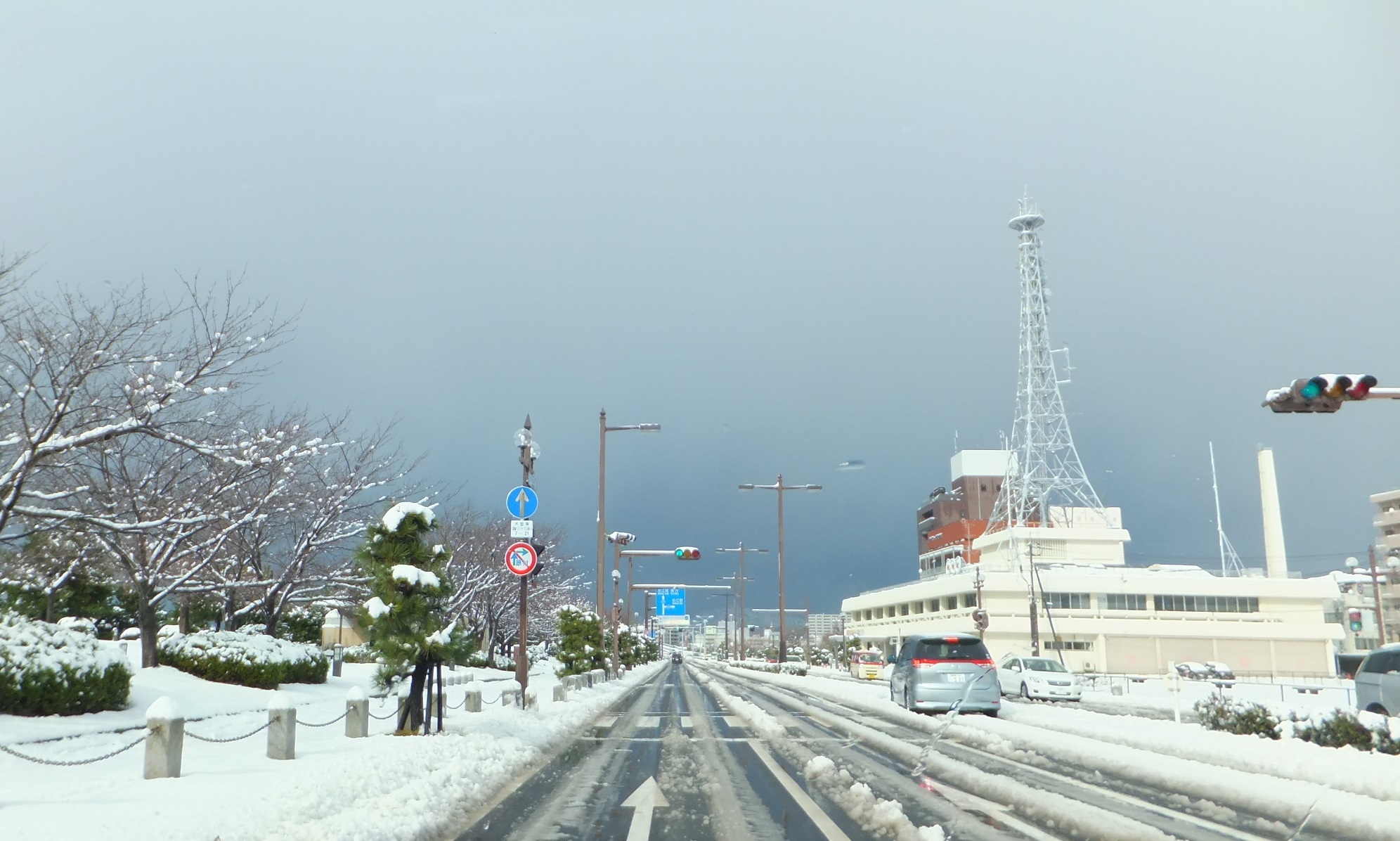
起点付近
松江市袖師町で撮影

| 交差する道路                                     | 交差する場所         | 交差する場所         |
| 現道                                             | 現道                 | 現道                 |
| ------------------------------------------------ | -------------------- | -------------------- |
| 国道9号 国道54号 重複                            | 袖師町               | 袖師交差点 / 起点    |
| 島根県道253号宍道湖公園線                        | 灘町                 | 宍道湖大橋南詰交差点 |
| 国道431号 重複区間起点                           | 東茶町               | 宍道湖大橋北詰交差点 |
| 国道431号 重複区間終点                           | 殿町                 | 幸橋交差点           |
| 島根県道227号松江しんじ湖温泉停車場線            | 殿町                 |                      |
| 島根県道260号本庄福富松江線                      | 殿町                 |                      |
| 島根県道352号宍道湖湖北自転車道線 重複区間起点   | 北堀町               | 北堀橋交差点         |
| 島根県道352号宍道湖湖北自転車道線 重複区間終点   | 黒田町               | 黒田町交差点         |
| 島根県道175号御津東生馬線                        | 東生馬町             |                      |
| 島根県道264号講武古江線 重複区間起点             | 鹿島町名分           |                      |
| 島根県道264号講武古江線 重複区間終点             | 鹿島町名分           |                      |
| 島根県道266号大野魚瀬恵曇線                      | 鹿島町武代           |                      |
| 島根県道175号御津東生馬線                        | 鹿島町御津           |                      |
| 島根県道21号松江島根線 重複区間起点              | 島根町大芦（おわし） |                      |
| 島根県道37号松江鹿島美保関線 / 旧道              | 島根町加賀（かか）   |                      |
| 港湾道路                                         | 島根町加賀           |                      |
| 島根県道37号松江鹿島美保関線 / 旧道              | 島根町加賀           |                      |
| 島根県道21号松江島根線 重複区間終点              | 島根町加賀           |                      |
| 港湾道路                                         | 島根町加賀           |                      |
| 港湾道路                                         | 島根町加賀           |                      |
| 島根県道182号多胡鼻線                            | 島根町野波           |                      |
| 島根県道152号松江七類港線 重複区間起点           | 美保関町北浦         |                      |
| 国道485号 島根県道152号松江七類港線 重複区間終点 | 美保関町七類         | 終点                 |
| 旧道                                             |                      |                      |
| 島根県道37号松江鹿島美保関線 / 現道              | 島根町加賀           | 旧道起点             |
| 島根県道37号松江鹿島美保関線 / 現道              | 島根町加賀           | 旧道終点             |

### 沿線にある施設など
- 宍道湖
- 松江城
- 小泉八雲記念館
- 日本海
- 島根原子力発電所